# Exetastes diakonovi
Exetastes diakonovi là một loài tò vò trong họ Ichneumonidae.